# Farní hospodyně
Farní hospodyně nebo také farní sestra je žena, která se stará o kněžskou domácnost na faře, kde také bydlí, a případně i o farní zahradu. Často byla farní hospodyní neprovdaná farářova sestra nebo jiná jeho příbuzná. V českých zemích farní hospodyně původně zaměstnávala příslušná farnost, za komunistického režimu se však jejich zaměstnavatelem stal konkrétní duchovní správce, což vedlo k tomu, že farními hospodyněmi jsou prakticky jen důchodkyně. Jako farní hospodyně pracovala například spisovatelka Marie Wagnerová.